# Xian de Changdao
Le xian de Changdao (长岛县 ; pinyin : Chángdǎo Xiàn) est un district administratif de la province du Shandong en Chine. Il est placé sous la juridiction de la ville-préfecture de Yantai.

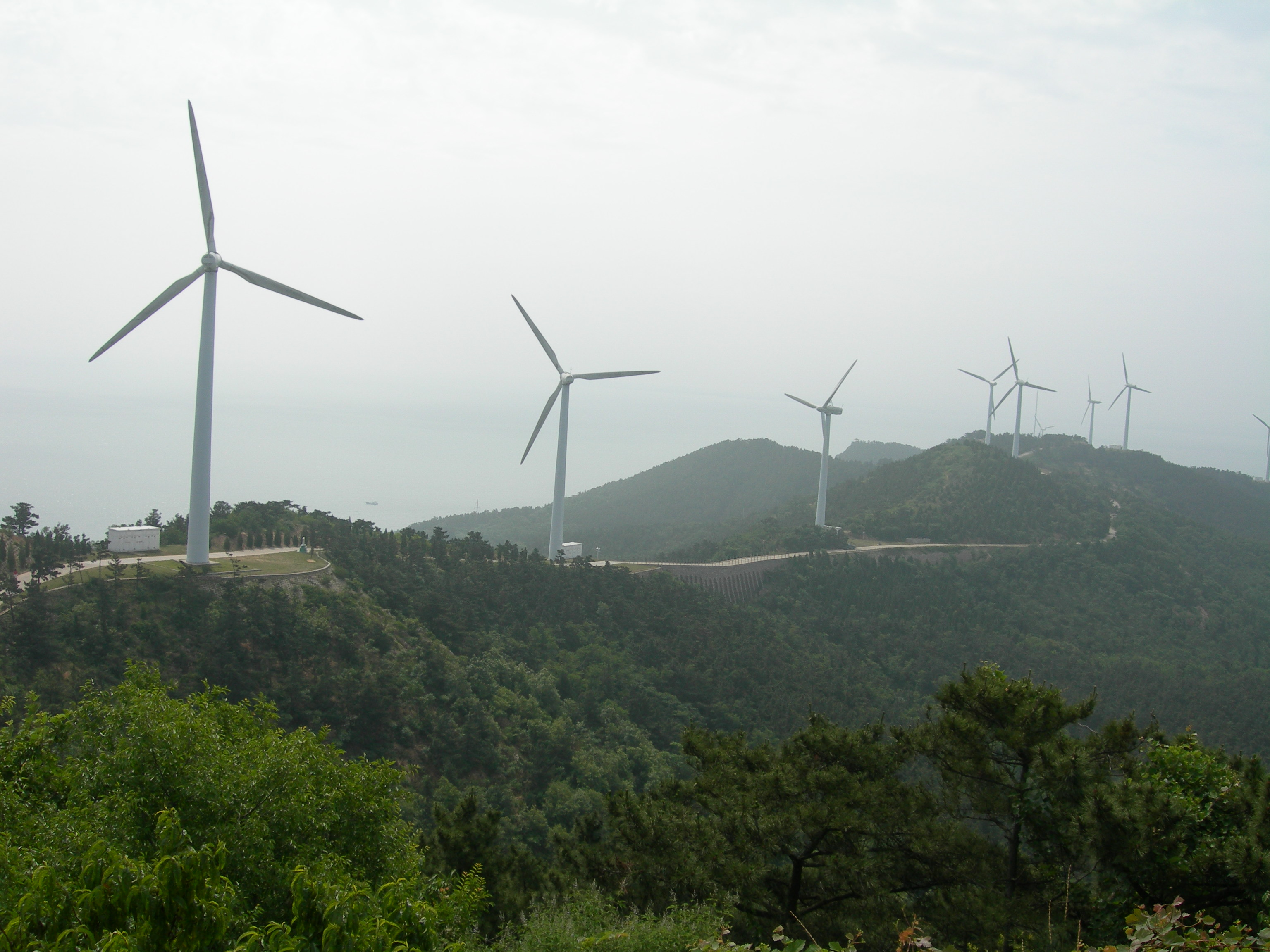
Parc éolien de Changdao

Son île principale abrite un important parc éolien.

## Démographie
La population du district était de 45 396 habitants en 1999.